# Emilia Mariottini
Emilia Mariottini Verdaro (Firenze, 6 maggio 1897 – Firenze, 26 ottobre 1980) è stata una politica italiana, comunista ed internazionalista.

## Biografia
Aderì al Partito Socialista Italiano subito dopo la prima guerra mondiale e poi alla Frazione comunista che preparò la fondazione del Partito Comunista d'Italia. Perseguitata dal fascismo, fu costretta ad abbandonare il posto di maestra e, nel 1925, raggiunse in Unione Sovietica Virgilio Verdaro, al quale era legata sentimentalmente.
Di lei, Dante Corneli scrive: «Fiorentina. Moglie del prof. Virgilio Verdaro, noto bordighiano-troskista. Emilia negli anni Venti raggiunge Verdaro a Mosca. Alloggiava in una specie di sgabuzzino all'Hôtel Lux. Insegnava lingua italiana all'Università Comunista Zapada [Occidente, ossia per i partiti comunisti dell'Occidente NdR] e poi alla Scuola leninista. Nel 1929 Verdaro, espulso dal partito, lasciava l'Unione Sovietica. L'Ambasciata italiana a Mosca bene informata, segnalando la presenza a Mosca della Martiottini, comunicava: vive con un bambino, ha sui 39 anni, alta, capelli neri, esile. Comunicava inoltre che dopo la partenza del marito era caduta in disgrazia. Poco dopo anch'ella veniva espulsa dalle file del partito, licenziata dalla scuola leninista, cacciata dal Lux, come tutte le nostre mogli anch'ella venne a trovarsi senza casa e senza lavoro. Faceva qualche lavoro di traduzione, scriveva a macchina ciò che gli amici le procuravano, viveva a casa di questo o di quel compagno [in particolare da Francesco Allegrezza, Visconti, ndr]. Poi lavorò alla fabbrica di bambole. Con la chiusura di questa fabbrica venne a trovarsi molto male. Le moriva il bambino. La situazione di Emilia divenne disperata. Forse in seguito alla campagna che veniva svolta all'estero, specialmente in Belgio e in Francia, la Mariottini ottenne il passaporto e il visto di uscita e negli anni Trenta [1937, ndr], prima delle purghe staliniane, rientrava in Italia, alla sua Firenze, calorosamente accolta dai parenti».
In questo periodo ebbe una costante corrispondenza con un altro scampato dal «Paese del socialismo», Ribelle Spina (Lazzaro), che si era rifugiato in Francia. Romolo Caccavale afferma: «Sulla presenza della Mariottini in Unione Sovietica hanno scritto, sia pur brevemente, Teresa Noce e Antonio Roasio. La Noce accomuna Emilia a Elodia Manservigi e alle altre compagne che aiutarono lei e Rita Montagnana a condurre nel 1926 a Mosca un'inchiesta sulla salute pubblica e ricorda che la Mariottini teneva un corso di lingua italiana per i compagni che dovevano frequentare l'Università Zapada, i quali non soltanto non sapevano il russo, ma spesso avevano difficoltà a esprimersi in italiano in quanto parlavano appena il dialetto della propria zona d'origine. Roasio accenna invece al lavoro della Mariottini come «dattilografa» nel settore italiano della Scuola leninista». L'esperienza sovietica, pur riconoscendo lei stessa di non essere stata una vittima, aveva minato in profondità la sua fede nel comunismo. Ciò traspare a piene lettere dalla sua corrispondenza. Ad un amico ticinese di Virgilio Verdaro, che la rintraccia tramite Corneli, scrive che "Solo nella nostra Svizzera ha trovato stima e comprensione e una vita più tranquilla. Fu il tempo migliore per lui, perché capito e valorizzato per la sua opera di militante". Ma è soprattutto nella corrispondenza con Dante Corneli, vecchio compagno di emigrazione dei tempi giovanili, che esplodono tutta la condanna ed il disincanto. Al redivivo tiburtino sopravvissuto al Gulag staliniano, Emilia giunge ad imputare di attenuare la crudezza della realtà sovietica, fondata sulla fame e la paura, per un sentimento di nostalgia, dovuto a quella che potremmo definire la sua russificazione. Riguardo poi all'Italia Emilia augura al suo amico il massimo successo per i suoi libretti, lei farà tutto quel che può per aiutarlo, ma che sia cauto. "Che la verità dilaghi anche a dispetto di chi non vuol sentire. Ma penso che dovrai usare una certa prudenza. A sentinella di quello che può trapelare e che non piace, c'è il PCI, pronto a scattare con smentite, menzogne e sfacciate affermazioni contrastanti". Nella sua replica Corneli dà atto all'amica che tra le tante lettere che riceve, le sue sono le più profonde ed affettuose, ma ribadisce che non tutto è marcio e perduto ("C'è ancora molta gente sana e anche buona"), riguardo poi ai "nemici" scrive: "Anche tu mi raccomandi "prudenza", che ci sono gli stalinisti di ieri e di oggi pronti a "scattare". Che scattino pure! C'è un detto russo: "Se vai nel bosco, non avere paura dei lupi, altrimenti stattene a casa". Più tranchant sarà infine Emilia Mariottini, a pochi mesi dalla scomparsa, col ricercatore Arturo Peregalli (autore con Sandro Saggioro di lavori su Amadeo Bordiga), in una specie di consuntivo della propria vita: "Sollecitata come lo sono stata, ho scritto la mia storia di vita politica cominciata con cieco entusiasmo e che si conclude amaramente con gli occhi e la mente aperti sugli errori e gli orrori di una ideologia che tradisce l'uomo nei suoi diritti più sacri: la vita e la libertà". Morì a Firenze il 26 ottobre 1980.